# Percarina maeotica
Percarina maeotica är en fiskart som beskrevs av Kuznetsov, 1888. Percarina maeotica ingår i släktet Percarina och familjen abborrfiskar. IUCN kategoriserar arten globalt som livskraftig. Inga underarter finns listade i Catalogue of Life.